# Schoenoplectus fuscorubens
Schoenoplectus fuscorubens är en halvgräsart som först beskrevs av Tetsuo Michael Koyama, och fick sitt nu gällande namn av Tetsuo Michael Koyama. Schoenoplectus fuscorubens ingår i släktet sävsläktet, och familjen halvgräs. Inga underarter finns listade i Catalogue of Life.